# Bifertenstock
Der Bifertenstock (auf Romanisch auch Péz oder Piz Durschin genannt) ist ein 3421 m ü. M. hoher Gipfel der Glarner Alpen in der Schweiz. Zuerst bestiegen wurde er am 7. September 1863 durch den Journalisten und Mitbegründer des Schweizer Alpen-Clubs Abraham Roth, Georg Sand und den Fabrikanten Johann August Raillard-Stähelin mit dem Bergführer Heinrich Elmer und den Trägern Christian Vordermann und Jakob Stüssi.

## Lage und Umgebung
Der Bifertenstock liegt auf der Grenze zwischen den Kantonen Glarus und Graubünden. Benachbarte Gipfel sind im Westen der Bündner Tödi, im Süden im Abschluss des nach Osten laufenden Val Frisal der Piz Frisal und im Nordosten der Hintere Schiben.

## Routen zum Gipfel

Blick von der Gelben Wand auf den Bifertenstock 1905

Die Route der Erstbesteiger von Osten aus, der heutige Normalweg, ist mit «wenig schwierig» und einer Dauer von fünf Stunden ab der Bifertenhütte angegeben. Der Anstieg erfolgt von der Bifertenhütte aus über den in den Alpen einmaligen Bänderweg, der hinter einer kurzen horizontal zu traversierenden, abschüssigen Felspartie beginnt. Das mit Schutt verfüllte Schiefer-Band liegt zwischen zwei Kalkbänken in einer anfangs rund 60° steilen Felswand. An seinem Ende muss kurz über ein anfänglich 40° steiles, dann flacheres Firnfeld zum Grat aufgestiegen werden, über den man unschwierig den Gipfel erreicht.